# Рагуза, Гаэтано
Гаэтано Рагуза (порт.-браз. Gaetano Ragusa; 11 мая 1909, Сан-Паулу — 25 июля 1978) — бразильский футболист, правый нападающий.

## Карьера
22 февраля 1933 года Рагуза на лайнере Conte Biancamano прибыл в Геную из Бразилии. Вместе с ним приплыли три других бразильца, Гольярдо Джеларди, Жувенал Сантилло и Барилотто. Все четверо были куплены клубом «Наполи» на денежные средства, полученные за счёт продажи стадиона Джорджо Аскарелли. 2 апреля он дебютировал в составе клуба в товарищеской игре с «Новарой» (3:3). При этом, в отличие от своих соотечественников, вызвал положительные комментарии о своём дебюте в команде. 11 мая того же года Гаэтано сыграл в товарищеской игре с «Брешией», где за 85 минут не показал никаких полезных действий, зачастую оказываясь «отрезанным» от других игроков команды. 29 апреля 1934 года Рагуза в первый и единственный раз вышел в составе «Наполи» в официальной игре, в которой его команда обыграла «Милан» со счётом 2:0. При этом неаполитанский клуб играл резервным составом, а сам нападающий большую часть матча простоял без мяча.
Карьера Рагузы до и после Италии остается туманной. В некоторых источниках он упоминается, как игрок «Палестры Италия», где якобы играл с 1930 по 1933 год и в 1935 году. Однако поматчевая статистика игр этой команды в тот период это не подтверждает, как и наличие игрока с этим или похожим именем и фамилией.